# Hall of Fame: A Tribute to Bob Marley's 50th Anniversary
Hall of Fame: A Tribute to Bob Marley's 50th Anniversary è un doppio CD di Bunny Wailer, pubblicato dalla RAS Records nel 1995. Il disco vinse nel 1997 un Grammy Awards come migliore album di Reggae.

## Tracce
CD 1
1. Profile – 0:40 (Bob Marley)
2. Roots – 4:02 (Bob Marley)
3. Chant Down Babylon – 3:21 (Bob Marley)
4. Forever Loving Jah – 4:00 (Bob Marley)
5. Three Little Birds – 3:25 (Bob Marley)
6. Trench Town – 3:24 (Bob Marley)
7. Rastaman Vibration (Positive Vibration) – 3:08 (Bob Marley)
8. Roots, Rock, Reggae – 3:24 (Bob Marley)
9. Johnny Was a Good Man (Johnny Was) – 3:02 (Bob Marley)
10. Want More – 3:01 (Bob Marley)
11. No More Trouble – 3:19 (Bob Marley)
12. Africa Unite – 2:20 (Bob Marley)
13. One Drop – 3:27 (Bob Marley)
14. Ambush – 2:43 (Bob Marley)
15. Wake Up and Live – 3:32 (Anthony Sangie Davis, Bob Marley)
16. Can't Stop Them Now (Real Situation) – 2:39 (Bob Marley)
17. Bad Card – 3:13 (Bob Marley)
18. Mi and Dem (We and Them) – 2:51 (Bob Marley)
19. Work – 2:51 (Bob Marley)
20. Rasta Dread (Natty Dread) – 3:46 (Bob Marley)
21. Bend Down Low – 3:22 (Bob Marley)
22. Talking Blues – 3:43 (Bob Marley)
23. Blackman Redemption – 3:10 (Bob Marley, Lee Scratch Perry)
24. Sun Is Shining – 3:15 (Bob Marley)
25. Man to Man (Who the Cap Fit) – 3:27 (Bob Marley)

CD 2
1. Stiff Neck Fool – 3:16 (Bob Marley)
2. Pimper's Paradise – 2:26 (Bob Marley)
3. Jump Nyahbinghi – 3:07 (Bob Marley)
4. Mix Up – 3:11 (Bob Marley)
5. Give Thanks and Praise – 2:51 (Bob Marley)
6. Trouble in the World (So Much Trouble) – 3:05 (Bob Marley)
7. Zion Train – 3:14 (Bob Marley)
8. Rastaman Rides Again (Ride Natty Ride) – 2:47 (Bob Marley)
9. Judge Not – 2:40 (Bob Marley)
10. Fancy Girls – 2:32 (Bob Marley)
11. Zimbabwe – 3:14 (Bob Marley)
12. Winnepress (Babylon System) – 3:06 (Bob Marley)
13. Rat Race – 2:48 (Bob Marley)
14. Revolution – 2:18 (Bob Marley)
15. Top Rankin' – 2:20 (Bob Marley)
16. Rainbow Country – 3:22 (Bob Marley)
17. Simmer Down – 3:02 (Bob Marley)
18. Running Away – 3:05 (Bob Marley)
19. Guiltiness – 2:55 (Bob Marley)
20. Craven Choke Puppy – 2:32 (Bob Marley)
21. Natural Mystic – 2:41 (Bob Marley)
22. So Much Things to Say – 2:39 (Bob Marley)
23. Survivors (Survival) – 1:52 (Bob Marley)
24. One Love – 2:49 (Bob Marley)
25. Lively up Yourself – 4:06 (Bob Marley)
26. Small Axe – 3:40 (Bob Marley)
27. Final Statement – 2:59 (Bob Marley)

## Musicisti
- Bunny Wailer - voce, tastiere, percussioni, arrangiamenti
- Dwight Pinkney - chitarra
- Winston Bo Peep Bowen - chitarra
- Junior Marvin - chitarra
- Owen Reid - chitarra
- Lloyd Gitsy Willis - chitarra
- Keith Sterling - tastiere, percussioni
- Mallory Williams - tastiere
- Lloyd Obeah Denton - tastiere
- Chistopher Birch - tastiere
- Leroy Romnace - tastiere
- Toney Johnson - tastiere
- Johnny Moore - strumenti a fiato
- Bobby Ellis - strumenti a fiato
- Everton Gayle - strumenti a fiato
- Barrington Bailey - strumenti a fiato, tastiere
- Robbie Shakespeare - basso
- Daniel Thompson - basso
- Michael Fletcher - basso
- Aston Barrett - basso
- Errol Flabba Holt - basso
- Carl Ayton - batteria, percussioni
- Sly Dunbar - batteria, percussioni
- Mikey Boo Richards - batteria
- Style Scott - batteria
- Hugh Malcolm - batteria